# Никола Кемилев
Никола Цанов Кемилев или Кямилев е български политик, офицер, сред основателите на Вътрешната добруджанска революционна организация, сътрудник на БКП.

## Биография
Роден в Хаджиоглу Пазарджик на 20 декември 1880 година. Служи като офицер в II, III, IV и IX, XI конен полк, стига до чин полковник. Като офицер в Четвърти конен полк в Ямбол активно снабдява Вътрешната македоно-одринска революционна организация с оръжие в Одрински революционен окръг. Брат му е в четата на Христо Чернопеев и е ранен в сражение.
През 1920 година е уволнен от армията. Членува в Националлибералната партия. След Деветоюнския преврат от 9 юни 1923 г. до 19 юли година е градоначалник на Русе. Подкрепя и влиза в новата политическа формация Демократически сговор. Депутат е от Сговора в XXI, XXII и XXIII народно събрание. Гравитира към групата на Александър Цанков.
Активно участва в дейността на ВДРО и е сред представителите на нейната десница. През лятото на 1923 г. влиза в Централния комитет на организацията и е натоварен с функцията да осъществява връзката ѝ с българското правителство. Сериозно е ранен по време на атентата в църквата „Света Неделя“ от 1925 година.
Близък е до ВМРО и посредничи при преговорите между Иван Михайлов и военния министър Александър Кисьов при така наречената Неврокопска афера в 1932 година.
Получава ежемесечно суми по 5000 лева от БКП, за да предава информация, с която разполага.
Поддържа контакти с нелегалните военни структури на Комунистическата партия. След 9 септември 1944 г. е осъден от Народния съд, но заради оказани услуги на комунистически функционери не е репресиран сурово и получава присъда само от 2 години затвор. Последните години от живота си прекарва в столицата като директор на малка текстилна работилница.
Чичо е на Здравка Кямилева – участничка в групата за убийства на БКП от 1942 – 1943 г.

## Военни звания
- Подпоручик (1902)
- Поручик (1905)
- Капитан (1909)
- Майор
- Подполковник (1917)
- Полковник (1 април 1919)